# Dufourea longiceps
Dufourea longiceps là một loài Hymenoptera trong họ Halictidae. Loài này được Bohart mô tả khoa học năm 1948.